# Luc Van Asten
Luc Van Asten is een Belgische striptekenaar die vooral werkt onder het pseudoniem Vanas, en bijna altijd in samenwerking met Wim Swerts.

## Werk
Hij werkte mee aan:
- Ambionix
- En daarmee basta!
- Kim
- W817
- Vertongen & Co